# Хосе Луїс Варела
Хосе Луїс Варела Бустаменте (ісп. José Luis Varela Bustamente; 27 вересня 1978, Ель-Віхья, Мерида) — венесуельський професійний боксер.

## Аматорська кар'єра
На чемпіонаті світу 1999 програв у другому бою Алексану Налбандяну (Росія).
На Олімпійських іграх 2000 програв у першому бою Маікро Ромеро (Куба) — 11-15.

## Професіональна кар'єра
2002 року дебютував на професійному рингу. Чотири рази виходив на бій за титул чемпіона світу у мінімальній вазі, зазнавши в цих боях поразок від Івана Кальдерона (Пуерто-Рико), Нііда Ютака (Японія) та від Рауля Гарсія (Мексика) двічі.